# P. B. S. Pinchback
Pinckney Benton Stewart Pinchback (Macon, Georgia, 10 de mayo de 1837 - Washington, 21 de diciembre de 1921) fue el primer afrodescendiente que llegó a gobernador de un estado de los Estados Unidos. 
Miembro del partido republicano, en 1871 ocupó el cargo de teniente gobernador de Luisiana en sustitución del fallecido Oscar Dunn.  Al año siguiente, tras el cese del gobernador Henry Clay Warmoth, ocupó el cargo de gobernador interino de dicho estado durante 35 días, desde el 9 de diciembre de 1872 hasta la toma de posesión del gobernador titular John McEnery el 13 de enero de 1873. 